# Rescritto imperiale sull'educazione

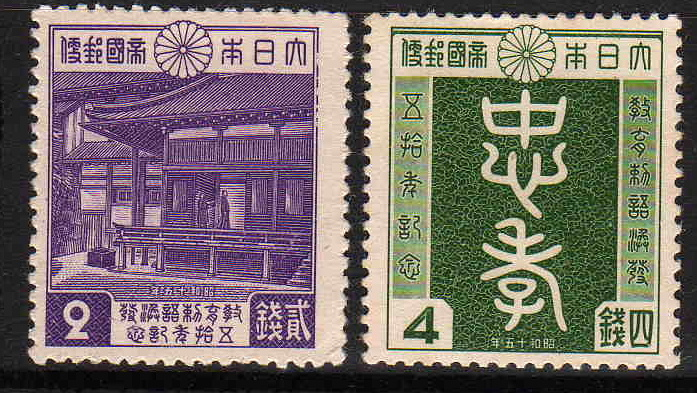
Francobolli commemorativi che celebravano il 50º anniversario del Rescritto imperiale nel 1940

Il Rescritto imperiale sull'educazione (教育に関する勅語?, Kyōiku ni Kansuru Chokugo) fu firmato dall'imperatore Meiji del Giappone il 30 ottobre 1890 per articolare la politica del governo sui principi direttivi dell'educazione nell'Impero giapponese. Il documento di 315 caratteri veniva letto ad alta voce in tutti gli eventi scolastici importanti, e gli studenti erano tenuti a studiare e memorizzare il testo.

## Contesto
In seguito alla restaurazione Meiji, i capi del governo Meiji sentirono la necessità di enfatizzare gli obiettivi comuni della rapida modernizzazione (occidentalizzazione) con il sostegno e la legittimazione del sistema politico incentrato sull'istituzione imperiale. Negli anni 1870 e 1880, Motoda Nagazane e altri conservatori invocarono una rinascita dei principi del confucianesimo come guida per l'educazione e la morale pubblica; tuttavia, Inoue Kowashi e altri proponenti della "modernizzazione" del Giappone ritenevano che questo avrebbe incoraggiato un ritorno al vecchio ordine feudale, e invocarono una filosofia "incentrata sull'imperatore". Il primo ministro Yamagata Aritomo autorizzò la stesura del Rescritto, che era un compromesso scritto in gran parte da Inoue Kowashi con la partecipazione di Motoda Nagazane e altri.
Dopo la sua pubblicazione, il Rescritto fu distribuito in tutte le scuole del paese, insieme a un ritratto dell'imperatore Meiji.

## Dettagli
Il Rescritto richiedeva alle persone "di favorire ulteriormente il bene pubblico e di promuovere gli interessi comuni; di rispettare sempre la Costituzione e di osservare le leggi; in caso di emergenza, di offrirsi coraggiosamente allo Stato; e in tal modo di custodire e mantenere la prosperità del Nostro Trono Imperiale coetaneo del cielo e della terra".
La base del Rescritto era che l'esclusivo kokutai (sistema di governo) del Giappone era basato su un legame storico tra i governanti benevoli e i sudditi leali, e che lo scopo fondamentale dell'educazione era di coltivare le virtù, specialmente la lealtà e la pietà filiale.
Dopo la fine della Seconda guerra mondiale in Asia in seguito alla resa del Giappone, le autorità di occupazione americane proibirono la lettura formale del Rescritto imperiale nelle scuole, e la Dieta nazionale lo abolì ufficialmente il 19 giugno 1948.

## Kikuchi Dairoku e il Rescritto imperiale sull'educazione
Nel 1907, Kikuchi Dairoku fu invitato dall'Università di Londra per tenere conferenze sull'educazione giapponese dalla metà di febbraio per circa cinque mesi. Il focus centrale delle sue conferenze fu il Rescritto imperiale sull'educazione. La richiesta delle conferenze fu comunicata inizialmente ad Hayashi Tadasu, allora ambasciatore a Londra (dal dicembre 1905). All'inizio doveva tenere le conferenze Sawayanagi Matsutaro, ma fu richiamato quando era a Roma in viaggio per Londra e Kikuchi alla fine tenne le conferenze al suo posto. Come preparazione per le conferenze, tradusse il Rescritto imperiale in inglese.